# Gaio
Gaio (in latino Gaius; 110 – 180) è stato un giurista romano.
La sua eccezionale fama tra gli studiosi del diritto romano e del diritto in generale è dovuta al ritrovamento nel 1816 di un manoscritto contenente le Istituzioni, opera in quattro libri (o commentari) che il giurista aveva predisposto a fini didattici e che fotografa con impareggiabile nitidezza il quadro del diritto romano arcaico e preclassico. Si tratta dell'unica opera del periodo classico ad esserci pervenuta direttamente, senza il tramite (e le interpolazioni) dei giuristi giustinianei.

## Biografia
I pochissimi dati sulla vita di Gaio hanno fatto sì che sul giurista romano si siano concentrate opinioni per lo più contrastanti.
L'opinione un tempo dominante era che Gaio fosse un provinciale stabilitosi a Roma, che assunse un praenomen romano. Tale tesi trovava riscontro nella frequenza con la quale Gaio cita autori ed istituzioni greci e orientali.
La sua attività didattica si colloca tra il regno di Antonino Pio ed il regno di Marco Aurelio. Di certo v'è che Gaio morì dopo il 178 d.C., anno in cui fu emanato il Senatoconsulto orfiziano, cui Gaio dedica un commento.

## Opere giuridiche
Tra le opere di Gaio il posto principale spetta alle Istituzioni. Altre opere del giurista, note attraverso numerosi frammenti ed epitomi post classiche sono le Res cottidianae.

## Citazioni celebri
(D. 50.17.122)